# Petrolisthes perdecorus
Petrolisthes perdecorus is een tienpotigensoort uit de familie van de Porcellanidae. De wetenschappelijke naam van de soort is voor het eerst geldig gepubliceerd in 1981 door Haig.